# Crumble

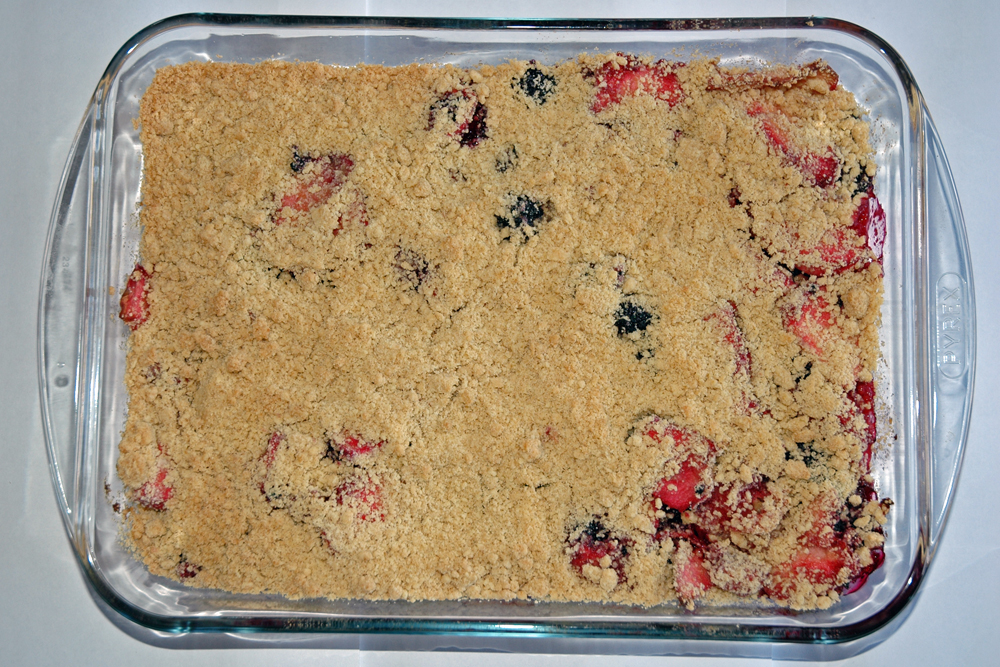
Crumble acabat de treure del forn

El crumble és un pastís de fruites típic irlandès. Literalment el nom de crumble vol dir ensorrar o destruir, ja que es fa esmollant farina amb mantega molt freda i queden molles que després es gratinen en el forn juntament amb alguna peça de fruita. Són unes postres senzilles, econòmiques i saludables que es poden menjar fredes o calentes com a guarnició d'un iogurt o mousse.

## Origen
El seu origen es remunta a Anglaterra durant la Segona Guerra Mundial, a causa del racionament d'aliments, especialment l'any 1945 que es va conèixer com l'any de la fam. Es controlava la distribució de mercaderia i s'assignava a la població una quantitat concreta de productes bàsics: sucre, arròs, te, farina, oli, pa, verdures. Tot estava limitat. Evidentment les penúries eren més acusades entre els més necessitats, mentre que els més poderosos sabien treure sempre profit de les situacions més complexes. És fàcil imaginar-se com devia ser l'alimentació a l'època: brous amb algun os, pa, patates, cereals i algunes fruites, eren el dia a dia. A partir d'aquests aliments es va crear aquest pastís que els mantenia amb forces.

## Recepta
Per fer les diferents variacions de crumble només necessitarem la nostra peça de fruita preferida, tallar-la i després afegir-hi, si volem, canella, vainilla, iogurt, algun licor… Tot seguit ho afegirem a un recipient resistent a la calor i seguidament s'hi afegeix una massa de farina, fruita seca trossejada, sucre, sal i mantega molt freda.

## Ingredients

### Per a la base

#### Ingredients
• 4 peces de fruita (préssecs, pomes...majoritàriament es busquen gustos àcids) i en el cas de fruites més petites 500 g
• 50 g de mantega (molt freda)
• 1 raig de rom
• Un pessic de sal

#### Preparació
1) Tallar la fruita i la mantega en cubs
2) Escalfar el forn a 200 °C
3) Ajuntar tots els ingredients en un recipient resistent a la calor.
4) Fornagem uns 15 minuts fins que la peça de fruita estigui tendre o caramelitzada.

### Per el crumble

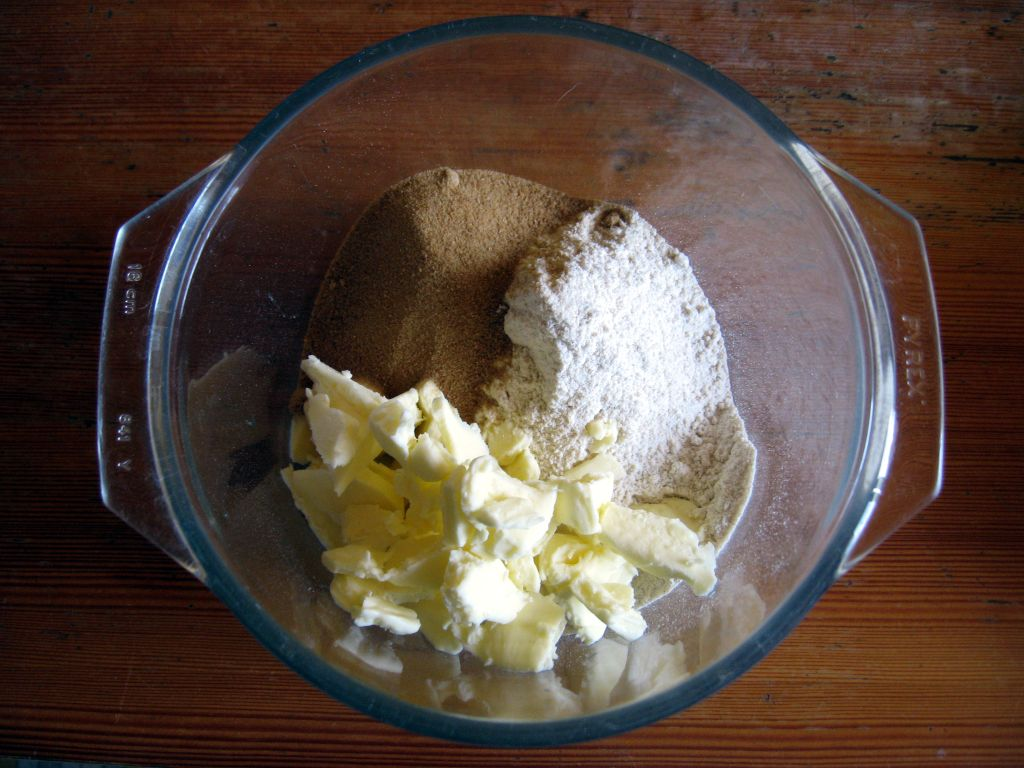
Ingredients en un recipient

#### Ingredients
- 100 g de fruits secs trossejats
- 100 g de farina (a vegades es substitueix la farina per galeta trossejada)
- 50 g de sucre
- 100 g de mantega molt freda
- Pots afegir-hi 3 cullerades de rom o amaretto

#### Preparació
Afegir la massa al recipient on hi ha la fruita repartint-la de manera que no es vegi la part inferior.

## Tipus de crumble

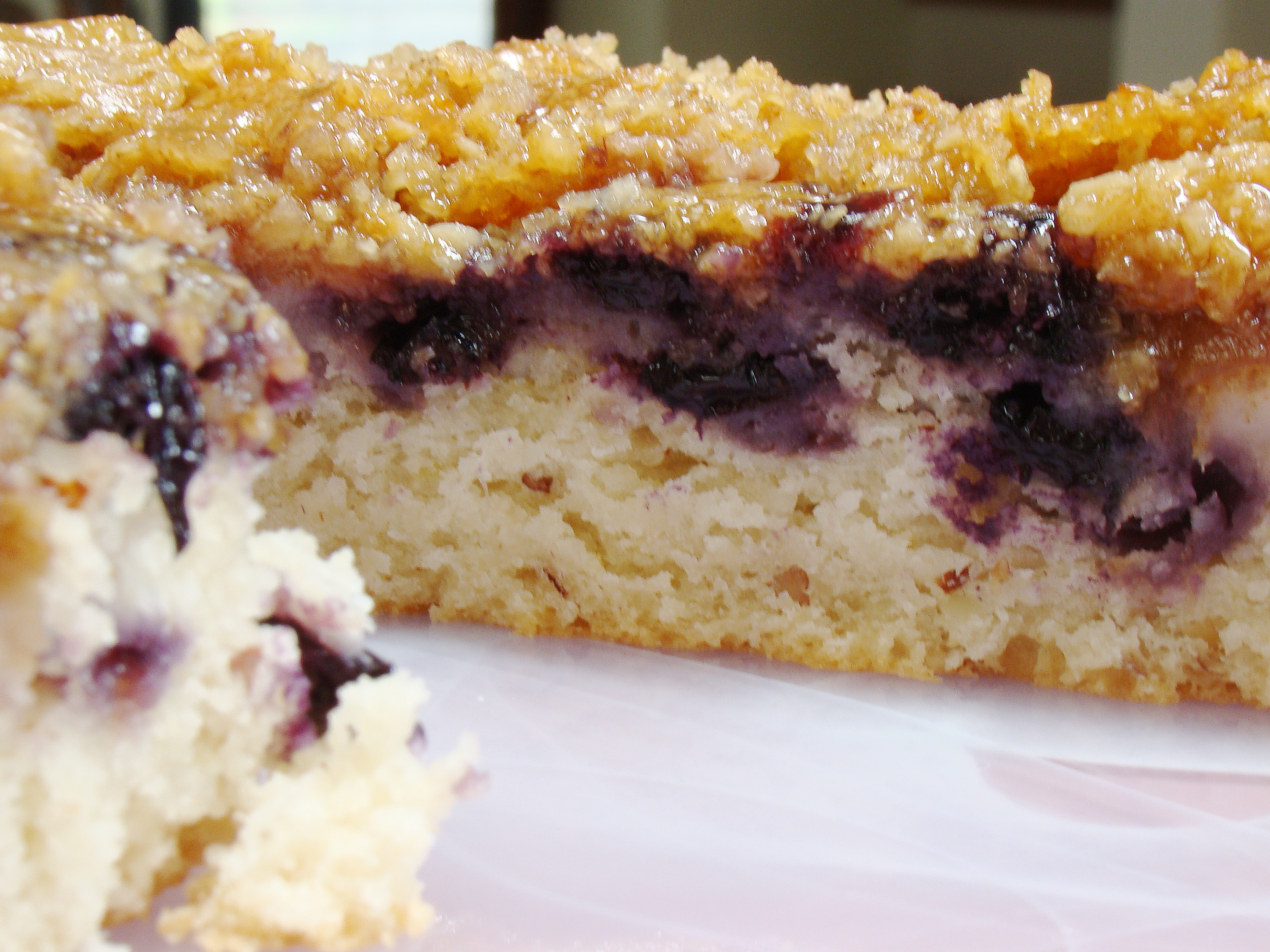
Crumble de móres

- Crumble de poma caramelitzada
- Crumble de pinya
- Crumble de maduixes
- Crumble de móres
- Crumble de préssec
- Crumble de pera